# Tae Jin-ah
Đây là một tên người Triều Tiên, họ là Tae.
Jo Bang-hun (sinh ngày 5 tháng 4 năm 1953), thường được biết đến với nghệ danh Tae Jin-ah (tiếng Hàn: 태진아), là một ca sĩ nhạc trot người Hàn Quốc. Ông là cha của nam ca sĩ Eru (Cho Song-hyon).
Ngoài các hoạt động ca hát, ông còn dẫn chương trình radio program trên KBS Happy FM Radio tên là 태진아 쇼쇼쇼 (Tae Jin Ah Show Show Show).
Ông còn thành lập các công ty bao gồm Jin-ah Entertainment (진아기획 jin-ah gihoek, cơ quan của ông); Eru Entertainment (이루기획 ireu gihoek, cơ quan của Eru); và YMC Entertainment (YMC엔터테인먼트 YMC enteoteinmeonteu, hãng thu âm của Ailee, Mighty Mouth, và Wheesung hiện đang được quản lý bởi con trai lớn của ông Cho Yu-myung).

## Giải thưởng
| Năm  | Giải                                                                             |
| ---- | -------------------------------------------------------------------------------- |
| 2000 | - 2nd Mnet Asian Music Awards - Judges' Choice Award - "Love Is Not For Someone" |
| 2006 | - SBS Gayo Daejun - Giải Trot (22 tháng 12)                                      |
| 2007 |                                                                                  |
| 2008 |                                                                                  |
| 2009 |                                                                                  |
| 2010 | - Mnet Asian Music Awards - Adult Music Award                                    |

## Phim
- Magang Hotel (2006)[7]

## CF
- Chamisul Fresh soju (2007)